# Belle Juive

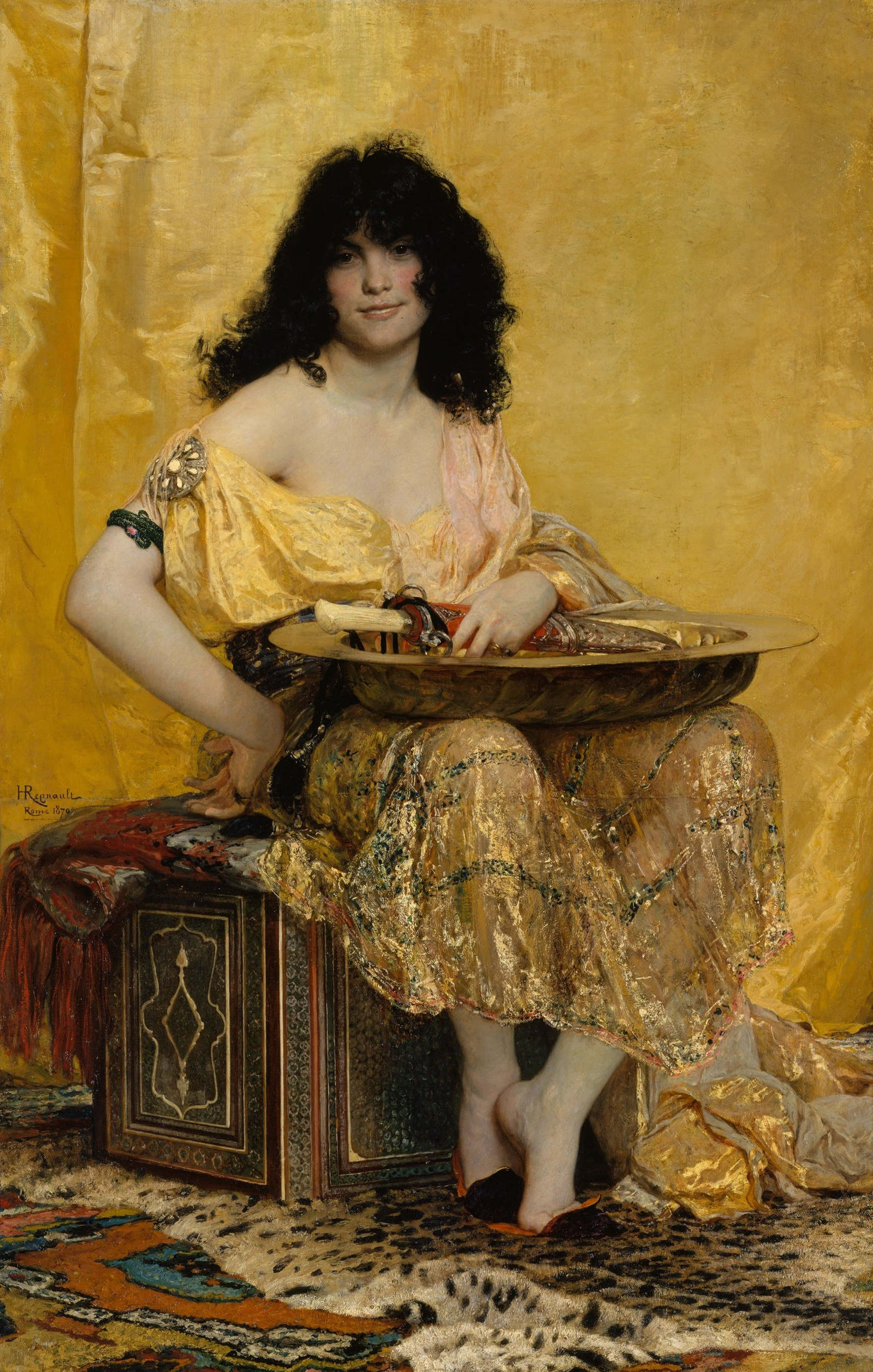
Salomé d'Henri Regnault (1870)

La Belle Juive est un archétype littéraire, en particulier de la littérature européenne romantique du XIXe siècle. La belle juive est souvent dépeinte comme une femme juive seule, jeune et belle dans un monde majoritairement chrétien.

## Contexte historique et thèmes

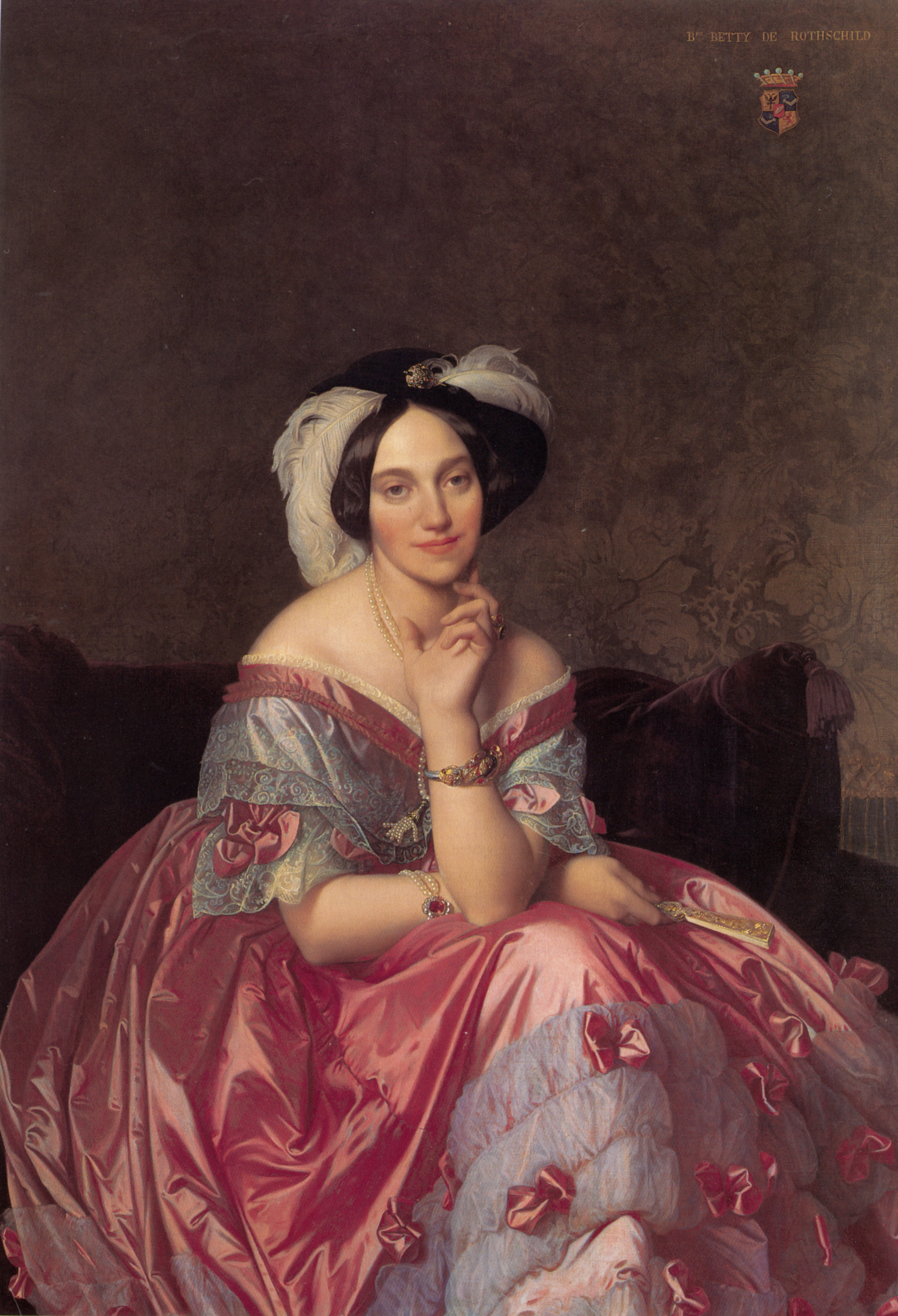
Portrait de la baronne de Rothschild (1848), Ingres

Les origines de la Belle Juive remontent à la littérature médiévale. Cependant, la définition de l'archétype tel qu'il est connu aujourd'hui est établie au cours du 19e siècle. En France, l'émancipation des juifs au début de la Révolution leur permet de devenir citoyens à part entière ce qui les rend plus visibles dans la société française dès la fin du 18e siècle.  À ceci se conjugue le courant orientaliste nourri par les découvertes colonialistes. 
La Grande-Bretagne, la France et l'Allemagne sont les trois principaux pays où l'archétype prend racine et s'épanouit sur la scène culturelle au cours du 19e  et du début du 20e siècle. 
Dans un premier temps, la Belle Juive est une meilleure version de son homologue masculin juif puisqu'elle peut être assimilée et qu'elle est vue comme la mère idéale,. En Allemagne, l'apparition des salons crée un espace où les salonnières juives telles que Dorothea Veit et Rahel Varnhagen, réputées pour leur richesse mais aussi pour leur beauté et leur exotisme, côtoient la noblesse au point de devenir la partenaire de mariage idéale. L'archétype évolue et la belle juive devient la belle étrangère, puis la femme fatale au cours de la deuxième moitié du  19e siècle,. En cette fin de siècle, l'apparition de la belle juive est communément considérée comme une manifestation d'antisémitisme de la part de celui qui l'invoque. En effet, l'archétype est employé par des artistes et des auteurs non juifs et s'accompagne fréquemment d'autres expressions à caractère antisémite destinées à un public antisémite.

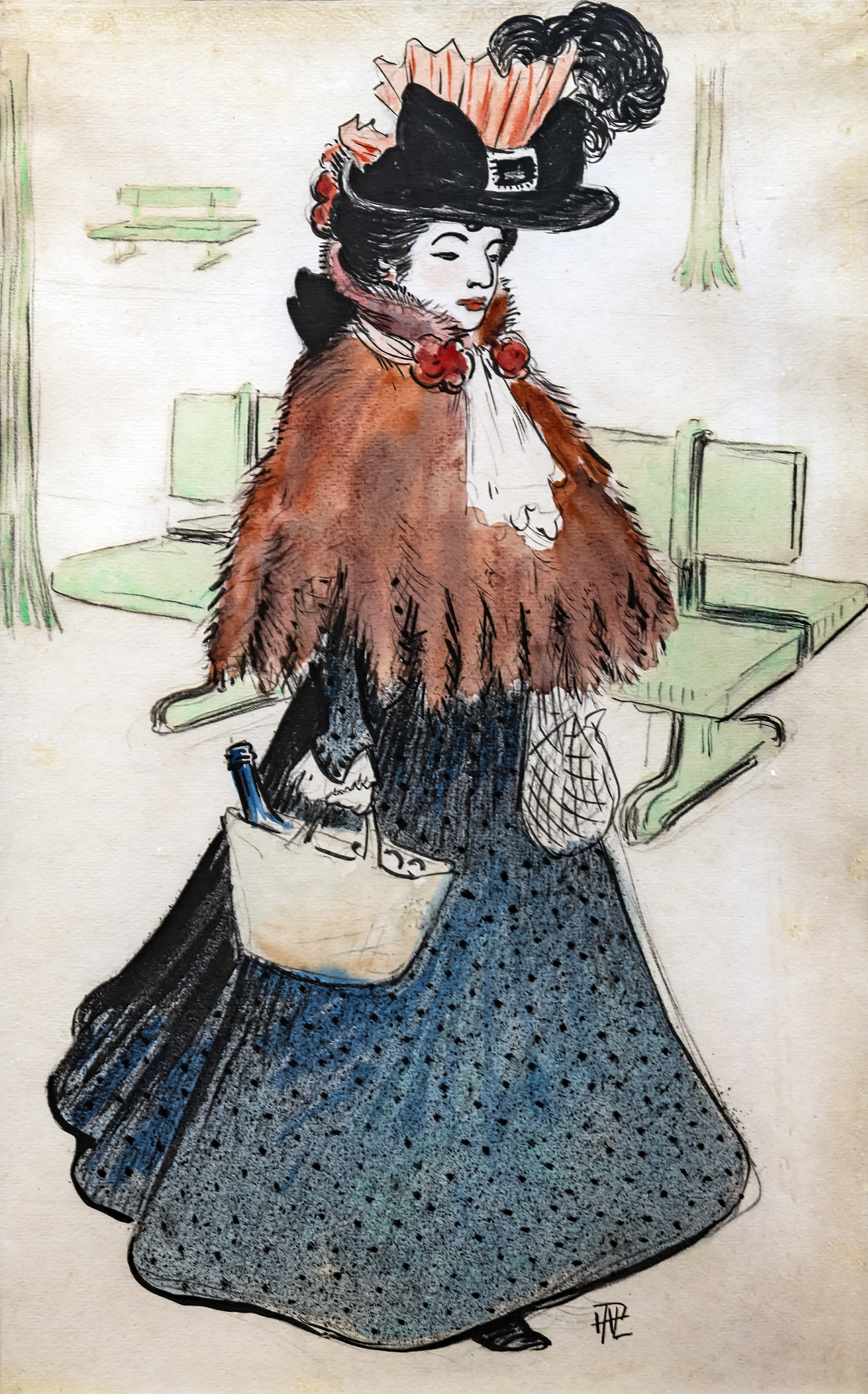
La belle juive fait ses courses (1896), Hermann-Paul

La belle juive est façonnée par ses relations avec des personnages adjacents, le plus souvent par le biais d'un amour pour un chrétien ou un père juif méchant. Il existe deux catégories principales de belle juive ; la première est « positive », et la décrit comme noble, intelligente, pure et loyale, la rattachant peut-être à la Vierge Marie, ou au principe général du martyre chrétien. La seconde est négative, décrivant belle juive comme sournoise, coquette, trop attractive, dangereuse et destructrice. Leurs différences mises à part, les deux catégories ont le même objectif; à savoir la distraction du héros chrétien. Ainsi, il y a deux destins acceptables pour la belle juive ; le premier est la soumission totale à l'amant chrétien et par lui au monde chrétien. Le second destin est la mort. La belle juive est fondamentalement une héroïne tragique. La belle juive de la catégorie positive ne peut jamais trouver un véritable épanouissement dans le monde juif réputé maudit et dans l'autre catégorie, elle n'avait jamais eu l'occasion, puisqu'elle est née dans le monde juif et donc damnée. 

## Contexte philosophique
L'archétype de la belle juive révèle l'antisémitisme et la misogynie de l'artiste, car si les personnages et les approches varient à chaque représentation, le point commun partagé par toutes est la fonction fondamentale de la juive comme symbole érotique de l'autre, l'étrange et l'interdit, singulière par sa vulnérabilité et sa séduction accablante. Dans son essai « Juif et antisémite » (1946), Jean-Paul Sartre écrit :
Il y a dans l'expression « une belle Juive » une signification sexuelle très particulière, bien différente de celle contenue dans les mots « belle Roumaine », « belle Grecque », ou « belle Américaine », par exemple. Cette phrase porte une aura de viol et de massacre. La « belle juive » est celle que les cosaques du tsar traînaient par les cheveux dans les rues du village en flammes […] Souvent violée ou battue, elle réussit parfois à échapper au déshonneur par la mort, mais c'est une forme de justice ; et ceux qui gardent leur vertu sont des serviteurs dociles ou des femmes humiliées amoureuses de chrétiens indifférents qui épousent des femmes aryennes. Je pense qu'il n'en faut pas plus pour indiquer la place qu'occupe la juive comme symbole sexuel dans le folklore.
De plus, Anthony Bale dans son essai « The Female 'Jewish' Libido in Medieval Culture » pointe spécifiquement le conflit judéo-chrétien comme la source de l'archétype, remarquant que : « Le corps de la juive est un site de juridictions concurrentes, chrétiennes et juives, avec la rivalité entre les hommes articulée par le contrôle de la juive […] la femme juive est ce qui autorise une alliance troublante – mais utile – du sexe et de la violence dans les codes normatifs de la conduite chrétienne, un corps juif imaginaire pour la gratification égoïste du corps dévoué chrétien ».

## Attributs physiques
L'apparence typique de la belle juive inclut des cheveux longs, épais et noirs, de grands yeux noirs, un teint olive et une expression languissante. Souvent, la belle juive sera représentée portant des vêtements et des bijoux orientaux et sera confondue avec deux autres archétypes de la même époque : la belle gitane et la belle Orientale.

## Exemples

### Le personnage de Rebecca dansIvanhoé
L'expression « belle juive » apparaît pour la première fois dans le roman Ivanhoé de Sir Walter Scott pour désigner Rebecca. Rebecca tombe amoureuse du personnage principal, mais ils ne peuvent pas être ensemble car il est chrétien. Elle ne suit pas ses sentiments mais se sacrifie par amour. Elle prend soin d'Ivanhoé tout au long du roman et fait gracieusement ses adieux à sa future épouse au moment de son départ, avec l'intention de vivre comme l'équivalent d'une religieuse juive .

### Le personnage de Rachel dansLa Juive
L'héroïne juive la plus célèbre est peut-être Rachel, dans l'opéra La Juive (1835) de Jacques Halévy. Rachel tombe amoureuse d'un prince chrétien qui se déguise en juif pour la courtiser. Lorsque Rachel se rend compte de la supercherie, elle le dénonce, se maudissant. Le cardinal lui promet qu'elle sera sauvée si elle se convertit au christianisme. Elle refuse et est envoyée à sa mort dans un chaudron d'eau bouillante.

### Le personnage de Manette Salomon

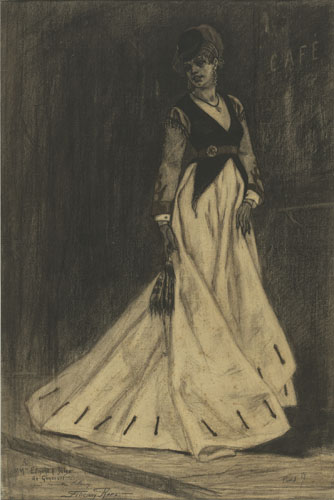
Parisine ou Manette Salomon (1867), dessin de Félicien Rops dédicacé pour Edmond et Jules de Goncourt

Manette Salomon est un roman des frères Goncourt dont les positions antisémites sont connues. Dans le roman, Manette Salomon est une juive belle qui est la muse de l'artiste qui l’épouse, devient la mère de ses enfants et refuse ensuite de poser allant jusqu’à détruire l'artiste en raison de l'émergence de sa judaïcité. Son personnage évoque le changement de l'archétype au cours de ce siècle.

### Sol Hachuel
Bien que pratiquement toute la littérature sur la belle juive soit un travail occidental, elle peut concerner aussi des personnages orientaux. Un exemple célèbre de cet archétype du monde oriental est Sol Hachuel, également connue sous le nom de Soleika. Sol, une juive marocaine, est accusée par un voisin musulman de s'être convertie à l'islam puis de rejeter sa nouvelle foi. Sol est condamnée à la prison, puis à mort. Le sultan lui dit qu'elle peut être libérée et récompensée par des bijoux et un mari si elle se convertit, mais elle refuse. Elle est décapitée sur la place de la ville de Fès. Par la suite, elle devient une martyre pour les juifs et les musulmans. De nombreux poètes espagnols et français ont écrit son histoire dans un style romantique, qualifiant Sol d'archétype de la belle juive.

### Salomé d'Oscar Wilde
Salomé représente un exemple important de la belle juive dépeinte négativement. À l'origine un personnage biblique, Salomé aurait dansé de manière séduisante pour le roi Hérode, afin qu'il décapite Jean-Baptiste pour elle. Elle représente la sexualité, la folie et le danger. Elle fait l'objet de nombreuses œuvres d'art, dont Salomé d'Oscar Wilde et son adaptation en opéra de Richard Strauss, Salomé. Les deux présentent sa danse pour le roi Hérode, appelée la danse des sept voiles.

### La belle juive dans la peinture
Parmi les nombreuses œuvres d'art représentant la belle juive, les exemples les plus célèbres incluent Salomé d'Henri Regnault, Juive de Tanger en costume d'apparat d'Eugène Delacroix, Tête de juive de Jean-Auguste-Dominique Ingres et La belle juive d'Henriette Browne.

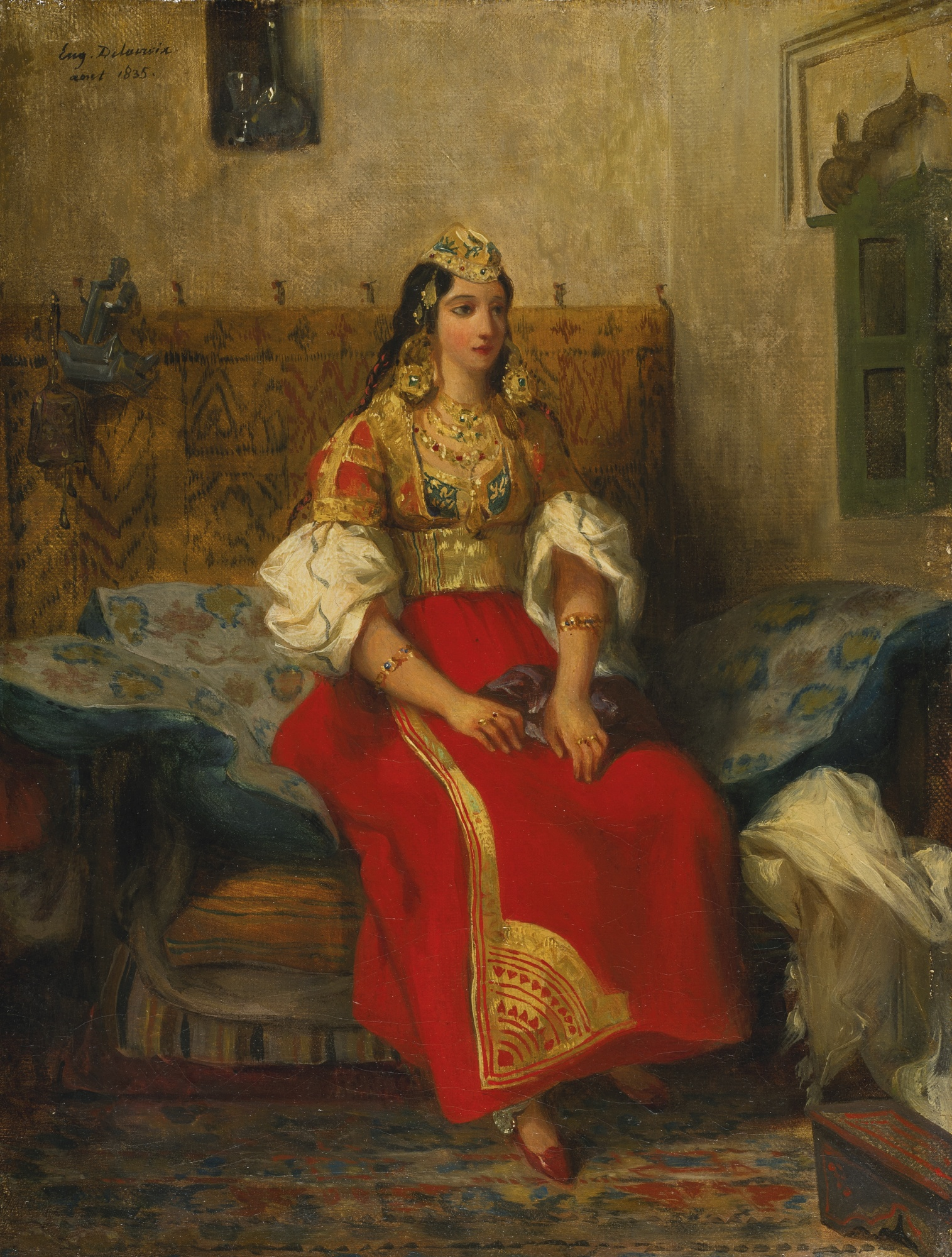
Juive de Tanger en costume d'appart d'Eugène Delacroix (1835)
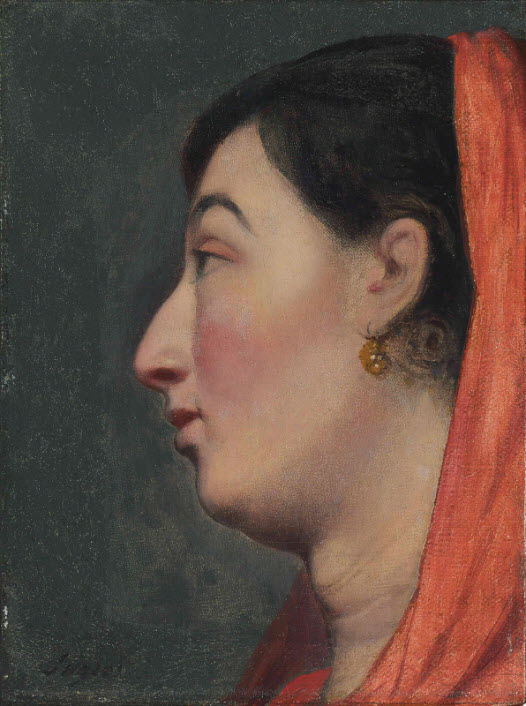
Tête de juive (avant 1866) de Jean-Auguste-Dominique Ingres
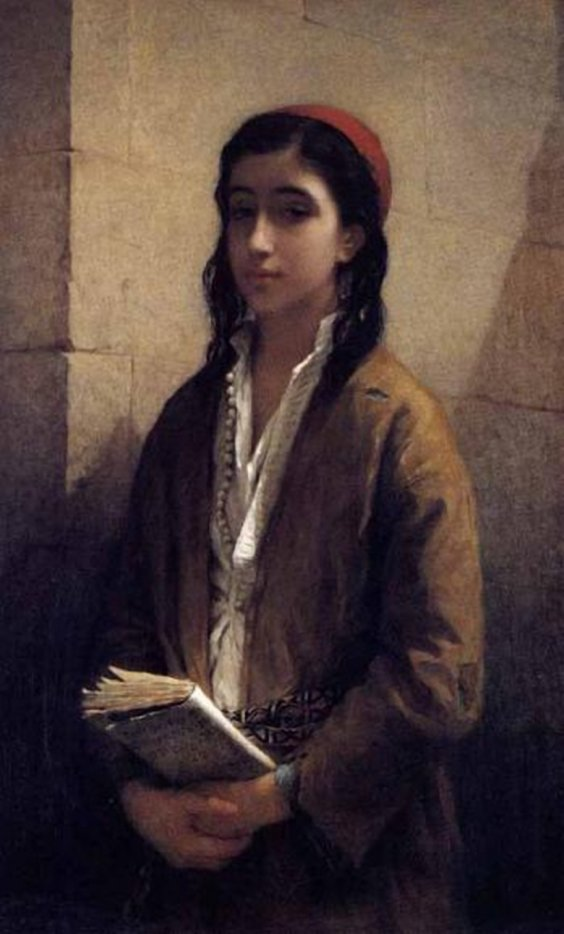
La belle Juive (1865) d'Henriette Browne
La Juive de Tanger (1874) de Charles Landelle
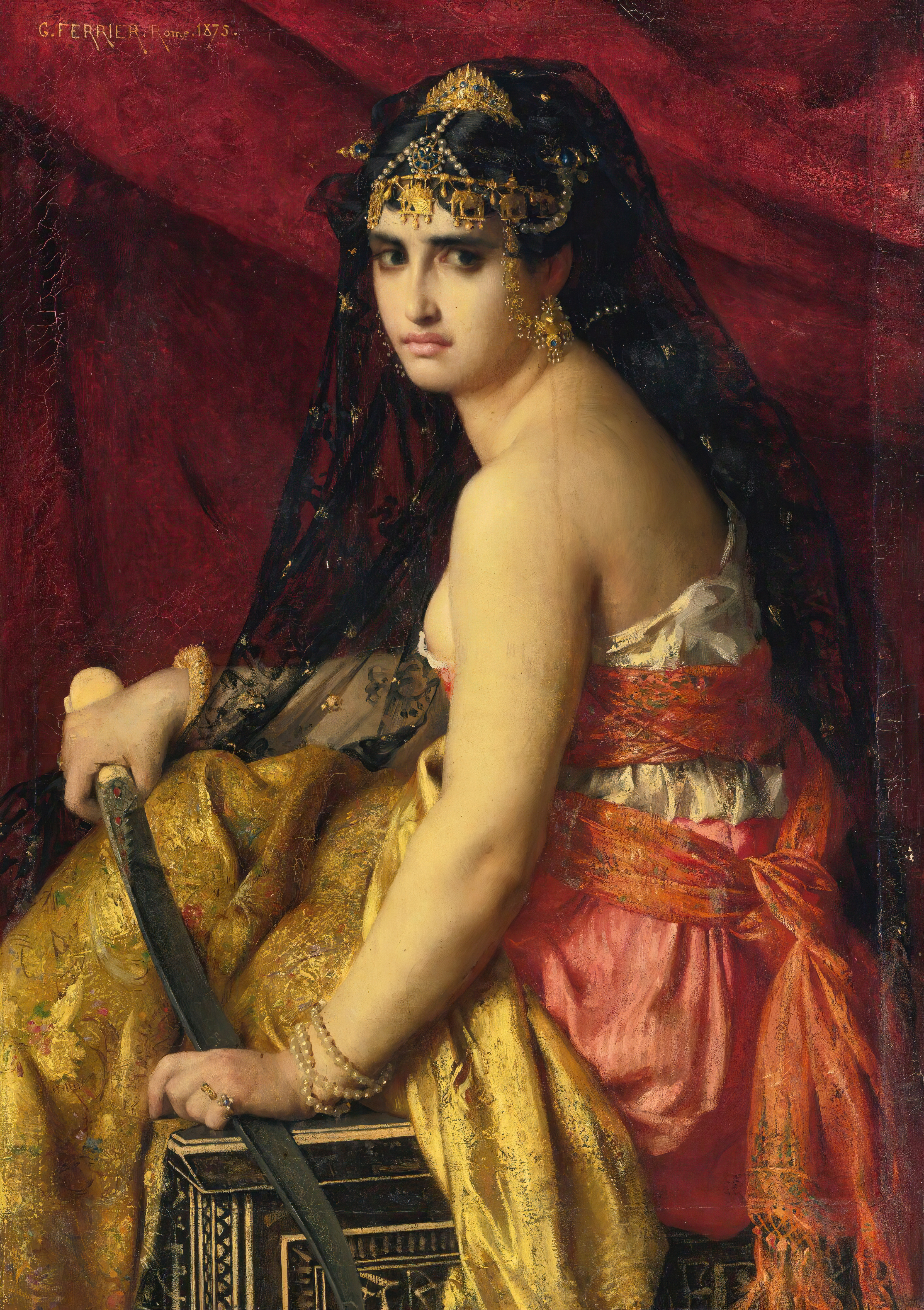
Judith de Gabriel Ferrier (1875).
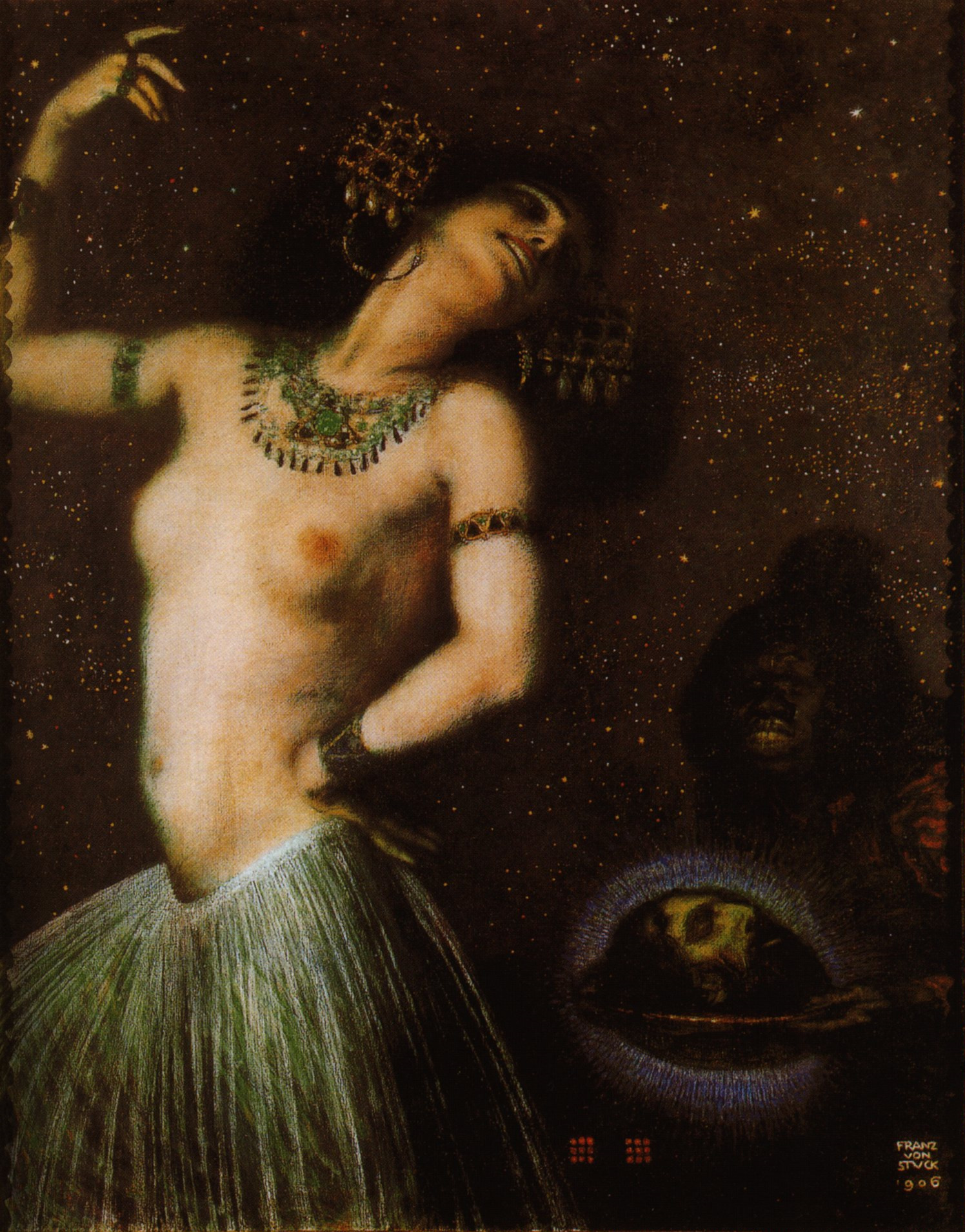
Salomé dansant pour Hérode de Franz von Stuck (1906)
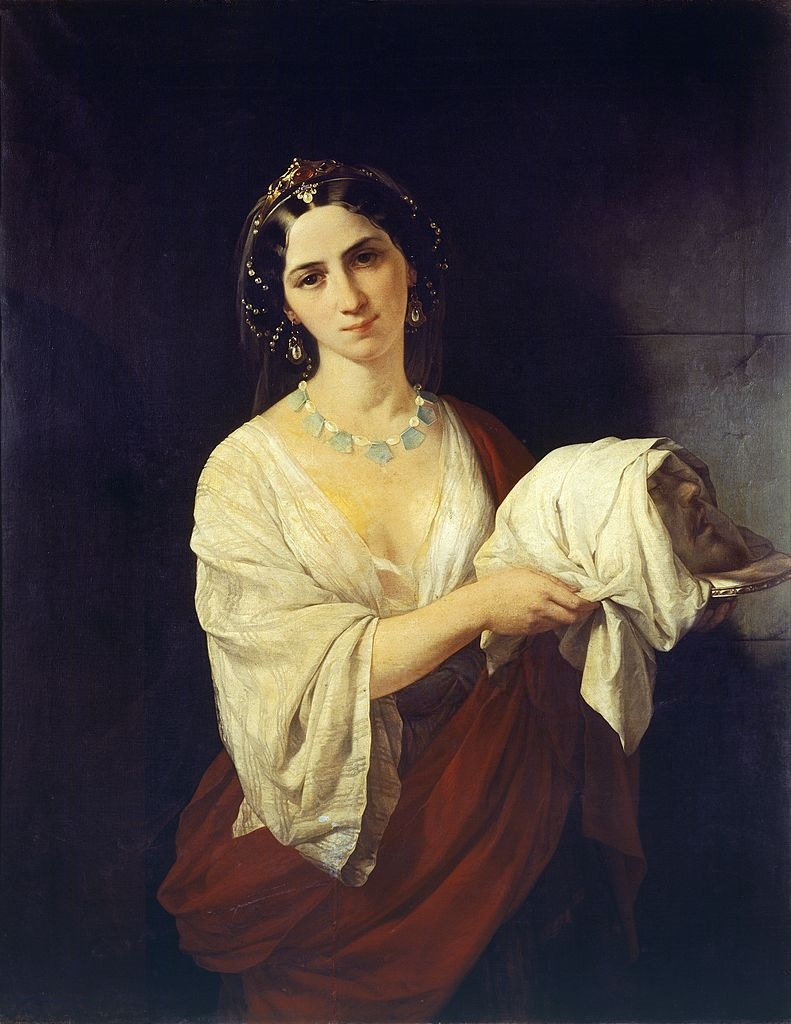
Salomé, fille d’Hérode de Giacomo Antonio Caimi